# Tatoue-moi
Singles par Mozart, l'opéra rock
Vivre à en crever
(2009)
Tatoue-moi est une chanson française pop de 2009 enregistrée par le chanteur italien Mikelangelo Loconte. 

## Histoire de la chanson
C'est le premier single de la comédie musicale Mozart, l'opéra rock, extrait de l'album éponyme qui est sorti le 6 avril 2009. Les compositeurs sont Dove Attia, Patrice Guirao, Rod Janois, Jean-Pierre Pilot, William Rousseau et Olivier Schultheis. Le single sort dans les premiers jours de janvier 2009 et connaît le succès en France, où il atteint la première place du classement des singles, le 17 janvier 2010 vendant 8 280 singles. Il reste numéro un pendant cinq semaines consécutives, un succès commercial avec un bel écho médiatique s'appuyant aussi sur un spectacle, une comédie musicale : Mozart, l'opéra rock,,.

## Liste des pistes
CD single
1. Tatoue-moi — 3 min 20 s
2. Quand le rideau tombe —3 min 54 s
3. Tatoue-moi (vidéo)
4. Bonus : Les coulisses du tournage du clip Tatoue-moi

Téléchargement
1. Tatoue-moi — 3 min 20 s

## Classements
| Classement (2009)       | Meilleure position |
| ----------------------- | ------------------ |
| Belgique (Fr.)          | 18                 |
| Europe                  | 7                  |
| France                  | 1                  |
| France (Téléchargement) | 1                  |
| Suisse                  | 91                 |

| Classement de fin d'année (2009) | Position |
| -------------------------------- | -------- |
| Belgique (Fr.)                   | 33       |
| Europe                           | 25       |
| France                           | 3        |

| Classement meilleur vente album (2009) | Meilleure position |
| -------------------------------------- | ------------------ |
| France                                 | 4                  |